# Meranjat II
Meranjat II is een bestuurslaag in het regentschap Ogan Ilir van de provincie Zuid-Sumatra, Indonesië. Meranjat II telt 1719 inwoners (volkstelling 2010).